# كولمان باريت
كولمان باريت (بالإنجليزية: Coleman Barrett)‏ (10 نوفمبر 1982 بغالواي في جمهورية أيرلندا - ) هو ملاكم أيرلندي، صنّف ضمن فئة وزن ثقيل.

## إحصائيات
خاض خلال مسيرته 14 نزالا، فاز في 13 وخسر في 1. فاز بالضربة القاضية في نزالين.

## روابط خارجية
- كولمان باريت على موقع بوكس ريك (الإنجليزية) (registration required)